# 渡辺正 (俳優)
渡辺 正（わたなべ ただし、1971年10月6日 - ）は、日本のミュージカル俳優。旧芸名：渡辺 忠士。
長崎県出身。ホリプロ・ブッキング・エージェンシー所属。現在、劇団四季『ウィキッド』に客演中のため、ホリプロ・ブッキング・エージェンシーのサイトから、一時的にプロフィールが削除されている。(過去、鈴木綜馬が劇団四季『サウンド・オブ・ミュージック』に客演した時と同様の扱い)
歌手としてデビューしたのち、ミュージカル俳優に転身。2004年から2011年まで劇団四季に所属していた。

## 略歴
1995年にバンド「WOLF」のヴォーカルとして、東芝EMIよりシングル「愛が熱い夜」でデビューする。
解散後の1997年、渡辺 忠士名義で「Brand new」でソロデビュー。シンガーソングライターとして、自らの楽曲製作も手掛けた。
また、レッド・ツェッペリンのトリビュート・アルバム「天国への階段」に日本人として唯一参加し、「永遠の詩」を歌っている。
1998年にミュージカル『RENT』日本初演で、ロジャー役オリジナルキャストとしてミュージカル俳優デビュー（宇都宮隆とのダブルキャスト）。
以降、数々の舞台に出演する一方で、ドラマ出演やCM製作にも参加した。
2004年、劇団四季のオーディションに合格。『マンマ・ミーア!』サム・カーマイケル役や『アイーダ』ラダメス役を演じる。
2011年、劇団四季を退団。
2013年8月3日開幕の劇団四季ウィキッドにオズの魔法使い役としてキャスティングされる。

## 作品

### シングル
WOLF名義
- 「愛が熱い夜」（1995年7月26日）- テレビ東京『おまかせ!山田商会』エンディングテーマ曲
- 「Energy」（1995年10月25日）

渡辺 忠士名義
- 「Brand new」（1997年2月25日） - アサヒスーパードライCMソング
- 「逢いたいよDarlin'」（1997年8月25日）- 東邦生命CMソング
- 「輝いて」（1997年10月5日） - 丸大ハム長野オリンピックCMソング
- 「CALLING YOU」（1998年4月25日）- 大関CMソング
- 「WIRED/TIRED/RUN TO M」（1996年9月26日）

### アルバム
いずれも渡辺忠士名義
- 「W1」（1998年5月25日）
- レッド・ツェッペリン トリビュート・アルバム「天国への階段」（1998年）- 「永遠の詩」に参加

## 出演

### 舞台

#### 劇団四季入団前
- RENT（ロジャー役）
- メロディ（ユウ役）
- 出島（ヘンドリック・ドゥフ役）
- フットルース（チャック役）
- レ・ミゼラブル（コンブフェール役）

#### 劇団四季所属時代
- マンマ・ミーア!（サム・カーマイケル役）
- アイーダ（ラダメス役）
- 劇団四季 ソング&ダンス55ステップス（ヴォーカルパート）

#### 劇団四季退団後
- ウィキッド(劇団四季)（オズの魔法使い役）

### テレビドラマ
- 土曜ワイド劇場「ダイエット三姉妹の旅情事件簿(3)みちのく七時雨山鬼女伝説殺人 白骨と美人画の秘密」（1999年2月20日、テレビ朝日系） - 榎本達也 役
- いばらの償い（2000年1月31日-3月24日、TBS系）
- 困ったひとたち〜隠し金6億円争奪!?ダメ社員VS悪役員〜（2000年1月4日、フジテレビ系）
- 金曜プレステージ「山村美紗サスペンス 赤い霊柩車シリーズ(12)二度死んだ死体」（2000年4月28日、フジテレビ系） - 比良山伸彦 役
- 「トッカン -特別国税徴収官-」第3話（2012年7月18日、日本テレビ系） - エキストラ出演
- 月曜ゴールデン「刑事シュート しゅうと&ムコの事件日誌(4)」（2013年4月1日、TBS系） - 島崎 役